# Anca Pop (album)
Anca Pop este albumul de debut al interpretei române Anca Pop. Inițial, materialul discografic a fost lansat la data de 6 mai 2016 sub egida casei de discuri Roton, și a fost retras din comercializare mai târziu pentru a putea fi finalizat. A fost lansat la data de 12 iulie 2017 exclisiv în Japonia într-o nouă versiune. Cu toate că au fost intenții de a publica albumul din nou la nivel mondial, contractul casei sale de discuri a expirat și nu a mai fost reînnoit, la alegerea artistei, care avea intenția de a deschide propria sa casă de discuri, iar lansarea albumului nu s-a mai conclus.

## Promovare
Anca a lansat discul single de debut „Free Love” la data de 28 aprilie 2015, videoclipul muzical a fost lansat în aceeași zi. Discul single s-a bucurat de succes în mare parte în Regatul Unit, fiind votat de peste un număr de 100.000 de persoane drept cea mai buna piesa pop a lunii iulie in cadrul unui sondaj realizat de către site-ul OurStage. În luna iulie de același an au fost lansate două versiuni ale piesei „Free Love”, unul pentru revista Playboy, iar cel de-al doilea pe o plajă. La data de 24 martie 2016 a fost lansat „Super Cool” cel de-al doilea extras pe single al albumului. La data de 25 ianuarie 2017 „Ring Around” a fost lansat ca cel de-al treilea extras pe single. Videoclipul piesei regizat de către Bogdan Păun și filmat în Macau, China a fost lansat în aceeași zi pe canalul de YouTube al casei sale de discuri Roton. Cel de-al patrulea disc single „Loco Poco” a fost lansat la data de 26 mai 2017 la nivel internațional. „Love Is” în colaborare cu DJ-ul japonez FUMI★YEAH! a fost publicat la data de 7 iulie doar în teritoriul Japoniei. Cel de-al cincilea disc single, „Ederlezi”, a fost publicat publicat la data de 13 iulie împreună cu un videoclip muzical. „Split the Bill” a fost lansat ca al șaselea single extras de pe album la data de 18 ianuarie 2019, fiind primul single care a fost lansat după moartea artistei.

## Ordinea pieselor pe disc
|     |                                              | Versiunea lansată în Japonia — 60:55      |        |      |
| Nr. | Titlu                                        | Textier(i)                                | Durată | Note |
| 01. | „Love Is” (în colaborare cu FUMI★YEAH!)      | Anca Pop, Pink Elephant                   | 3:44   | [A]  |
| 02. | „Loco Poco”                                  | Anca Pop                                  | 3:00   | [A]  |
| 03. | „Free Love”                                  | Anca Pop                                  | 3:15   | [A]  |
| 04. | „Split the Bill”                             | Anca Pop                                  | 3:23   | —    |
| 05. | „The Trouble's in My Head”                   | Anca Pop                                  | 3:43   | —    |
| 06. | „My Time”                                    | Anca Pop                                  | 3:27   | —    |
| 07. | „Bank Machine”                               | Anca Pop, Vladimir Coman Popescu          | 3:20   | —    |
| 08. | „Maria Magdalena”                            | Anca Pop                                  | 3:06   | —    |
| 09. | „Ederlezi” (în colaborare cu Goran Bregović) | Anca Pop, Cristian Tarcea, Goran Bregović | 3:00   | [A]  |
| 10. | „Ring Around”                                | Anca Pop                                  | 2:59   | [A]  |
| 11. | „I Can't Help It”                            | Anca Pop                                  | 3:25   | —    |
| 12. | „I Wanna See You Danceǃ”                     | Anca Pop                                  | 3:39   | —    |
| 13. | „Slow”                                       | Anca Pop                                  | 3:30   | —    |
| 14. | „Super Cool”                                 | Anca Pop                                  | 2:58   | [A]  |
| 15. | „Loco Poco” (DJ NANA Remix)                  | Anca Pop                                  | 3:36   | —    |
| 16. | „Super Cool” (Sergio T Remix)                | Anca Pop                                  | 3:48   | —    |
| 17. | „Ring Around” (Pink Elephant Remix)          | Anca Pop                                  | 3:28   | —    |
| 18. | „Free Love” (Playboy Edition)                | Anca Pop                                  | 3:35   | —    |

Note
- A ^ Extras pe disc single.

## Datele lansărilor
| Țară             | Dată          | Format                  | Casă de discuri | Ref.  |
| ---------------- | ------------- | ----------------------- | --------------- | ----- |
| În întreaga lume | 6 mai 2016    | CD, descărcare digitală | Roton           | [ 1 ] |
| Japonia          | 12 iulie 2017 | CD, descărcare digitală | Aqua Production | [ 2 ] |

## Legături externe
- en  albumul „Anca Pop” pe Discogs